# Wilhelm Peters (Fußballspieler, 1901)
Wilhelm Hans Christian Carl Peters, meist kurz Willy oder Willi Peters genannt (* 18. März 1901 in Hamburg; † 16. Februar 1941 in Berlin), war ein deutscher Fußballspieler, -schiedsrichter und Verbandsfunktionär.

## Karriere als Spieler
Wilhelm „Willy“ Peters spielte bereits als 16-Jähriger in der Ligamannschaft des Altonaer FC von 1893, die in der A-Klasse – seinerzeit die Vereine aus Hamburg und seiner Nachbarstadt Altona/Elbe umfassende Staffel der höchsten Spielklasse – antrat. Dieser Einsatz schon in jungen Jahren wurde in der Saison 1917/18 zweifellos auch dadurch begünstigt, dass aufgrund der Kriegsumstände nicht nur der AFC häufig Probleme hatte, eine komplette Elf zusammenzubekommen. Peters begann als Linksaußen oder Halblinks, wobei er an der Seite des Nationalspielers Adolf Jäger stürmte. Ab 1920 wurde er meist als rechter Läufer aufgestellt.
Seine Mannschaft wurde bis einschließlich 1925/26 angesichts starker Ligakonkurrenten – insbesondere Eimsbütteler TV, Union 03 Altona, Hamburger SV und Victoria Hamburg – nur einmal Hamburger Meister, schloss aber ansonsten stets auf einem der vordersten Tabellenränge ab. Peters entwickelte sich bei den Schwarz-Weiß-Roten schnell zu einer festen Größe; deshalb kam er ab 1921/22 auch wiederholt für das Auswahlteam der Doppelstadt zum Einsatz, wobei er unter anderem Spiele gegen Nürnberg/Fürth, Kiel und Rotterdam bestritt, ebenso natürlich häufig für die Stadtauswahl von Altona. Ab 1924 stand er auch dreimal in der norddeutschen Auswahl; mit dieser gewann Peters in der Saison 1924/25 nach einem 2:1-Endspielsieg über Süddeutschland den Bundespokal. In derselben Spielzeit wurde er mit dem vor allem auf der Torwartposition (dort ersetzte Hans Wentorf den in seinen Leistungen häufig schwankenden Walter Gamerdinger) verstärkten AFC Meister von Hamburg/Altona und qualifizierte sich für die Punktrunde der sechs besten Klubs Norddeutschlands. Dabei schlugen die 93er zunächst Eintracht Braunschweig, Kilia Kiel und Arminia Hannover, unterlagen dann aber beim Hamburger SV nach 4:1-Führung noch mit 4:5 und verschenkten anschließend einen weiteren Punkt gegen Holstein Kiel. So blieb den Altonaern nur die norddeutsche Vizemeisterschaft – in der Tabelle punktgleich mit dem HSV. Dennoch reichte dies für die Teilnahme an der Endrunde um die deutsche Meisterschaft. Peters fehlte beim 4:2-Sieg über den Stettiner FC Titania, stand aber im Viertelfinale wieder auf seiner Stammposition; darin unterlag Altona 93 dem Duisburger SpV mit 0:2.
1926 verließ Willy Peters Altona; er schloss sich dem SC Concordia aus Wandsbek-Marienthal, einer anderen Nachbarstadt Hamburgs, an, für den er seine Fußballstiefel noch zwei Jahre lang schnürte, 1926/27 in der höchsten und 1927/28 in der zweithöchsten Liga.

## Karriere als Schiedsrichter
Willy Peters schlug anschließend bei Concordia die Schiedsrichterlaufbahn ein; hinter Alfred Birlem und Peco Bauwens entwickelte er sich zu einem der renommiertesten DFB-Schiedsrichter der 1930er Jahre.
Auf nationaler Ebene wurde er erstmals im Juni 1929 bei einem Viertelfinalspiel um die deutsche Meisterschaft zwischen dem 1. FC Nürnberg und Tennis Borussia Berlin eingesetzt. Bei einer Achtelfinalpartie zwischen Eintracht Frankfurt und dem VfL Benrath (1929/30) stellte er gleich zwei Benrather (Max Schmitz und Willi Hoffmann) vom Platz. 1933 wurde er als Angestellter ins Reichsfachamt Fußball nach Berlin berufen; dort war er zuständig für das Gebiet, das 1939 zum Gau Danzig-Westpreußen wurde, ab diesem Zeitpunkt als Gauobmann. Schiedsrichterliche Höhepunkte auf nationalem Parkett waren die Halbfinalbegegnung im Juni 1934 zwischen Schalke 04 und dem SV Waldhof sowie insbesondere das erste Endspiel um den Titel 1938 zwischen Hannover 96 und Schalke (3:3 n. V.). Bis April 1939, als er sein letztes Endrundenmatch (Schweinfurt 05 gegen den Dresdner SC) leitete, brachte er es auf insgesamt 13 Einsätze in Spielen um die deutsche Meisterschaft.
Auch im 1935 eingeführten Tschammerpokal kam Peters wiederholt zum Einsatz. Darunter waren das Viertelfinalspiel zwischen dem 1. FC Nürnberg und Vienna Wien (1938) sowie die Halbfinalpartie Schalke 04 gegen Schweinfurt 05 aus dem Wettbewerb von 1936. Zudem leitete er zwei Endspiele um den nunmehr „Reichsbundpokal“ genannten Bundespokal: 1936 das erste Finale zwischen den Auswahlteams von Sachsen und Südwest, 1937 dasjenige zwischen Niederrhein und Sachsen.
Zwischen 1936 und 1939 wurde Wilhelm Peters zudem für vier Länderspiele nominiert, darunter bei Japans 3:2-Erstrundensieg über Schweden während des olympischen Fußballturniers 1936. Dort assistierte er außerdem Alfred Birlem beim Spiel um die Bronzemedaille zwischen Norwegen und Polen. Im Oktober 1936 leitete er die Freundschaftsbegegnung zwischen Dänemark und Polen in Kopenhagen. Weitere internationale Einsätze sind zwar nicht im Archiv des DFB zu finden, dafür aber beim dänischen Fußballverband (DBU): im Juni 1937 pfiff er Dänemark gegen Norwegen anlässlich der Nordisk Mesterskab und zwei Jahre später Dänemark gegen Finnland beim Turnier anlässlich des 50-jährigen Jubiläums der DBU. Im Juli 1937 leitete er das freundschaftliche Länderspiel zwischen Lettland und Estland in Riga.
1941 starb Wilhelm Peters, 39-jährig, im Kreis seiner Familie – das Ehepaar hatte eine Tochter und einen Sohn – in Berlin-Tiergarten an den Folgen eines „Hirntumors“, der möglicherweise durch einen Sturz während seiner aktiven Spielerzeit ausgelöst worden war.

## Erfolge
- als Spieler
  - Gewinner des Bundespokals 1925
  - Teilnehmer an der Endrunde um die deutsche Meisterschaft 1925
- als Schiedsrichter
  - 4 A-Länderspiele 1936 bis 1939
  - Olympiateilnehmer 1936
  - Leiter des Endspiels um die deutsche Meisterschaft 1938